# Безрук Степан Сидорович
Степа́н Си́дорович Бе́зрук (1914—2002) — радянський будівельник, Герой Соціалістичної Праці, кавалер орденів Леніна та Трудового Червоного Прапора.

## Біографія
Народився у селі Тростянка, що на Чернігівщині, в українській селянській родині.
У 1932 році приїхав по вербуванню на Далекий Схід. Працював на станції Завита землекопом. Згодом освоїв професію тесляра, працював у Завитій та Куйбишівці-Східній. У 1934 році призваний до Червоної Армії, де служив три роки.
Після демобілізації в 1937 році Безрук поїхав на будівництво Комсомольська-на-Амурі.
Під час війни працював на промислових об'єктах Комсомольська, необхідних для оборони. У повоєнний час організував бригаду теслярів управління начальника робіт № 859 будівельного тресту № 6 та став її бригадиром.
Указом Президії Верховної Ради СРСР від 9 серпня 1958 року за визначні успіхи, досягнуті у будівництві та промисловості будівельних матеріалів, Безруку Степану Сидоровичу присвоєно звання Героя Соціалістичної Праці з врученням ордена Леніна та золотої медалі «Серп і Молот».
Був членом КПРС, був керівником партійної групи своєї дільниці.
Помер 2002 року в Комсомольську-на-Амурі.

## Нагороди
- Герой Соціалістичної Праці (09.08.1958)
- Орден Леніна (09.08.1958)
- орден Трудового Червоного Прапора ((05.04.1971)
- медаль «Ветеран праці»
- Меда́ль «За доблесну працю. В ознаменування 100-річчя з дня народження Володимира Ілліча Леніна» (1970)